# Eugen Sänger
Eugen Sänger (Přísečnice, 22 de setembro de 1905 – Berlim, 10 de fevereiro de 1964) foi um engenheiro austríaco, conhecido por sua contribuição nas áreas de corpo sustentante e ramjet.

## Biografia
Sänger fez dos voos com propulsão usando foguetes o objeto da sua tese, que foi rejeitada com o argumento de ser muito "extravagante". Ele se graduou depois de submeter uma tese bem mais conservadora sobre estatísticas de "amarração" de asas. Mais tarde, Sänger publicou sua tese rejeitada sob o título Raketenflugtechnik ("Engenharia de voo de foguetes") em 1933.
Em 1935 e 1936, ele publicou artigos sobre voos de foguetes no jornal austríaco Flug ("Voo"). Esses artigos atraíram a atenção do Reichsluftfahrtministerium (RLM, ou "Ministério de Aviação do Reich") que viu nas ideias de Sänger uma alternativa para atingir o objetivo de construir um bombardeiro (o Silbervogel ou "Pássaro de Prata") que pudesse atingir os Estados Unidos, partindo da Alemanha (o projeto Amerika Bomber).
O RLM deu a Sänger um instituto de pesquisa próximo a Braunschweig e também construiu uma fábrica de oxigênio líquido e um estande de teste para motores de foguete de até 100 kN de empuxo.
Naquela época, a contratação de Sänger, sofreu forte oposição de Wernher von Braun, que sentiu que seu trabalho estava sendo duplicado, e pode ter encarado o austríaco e seu trabalho como uma ameaça à sua dominação nessa área.
No pós-guerra, junto da esposa e colaboradora Irene, trabalhou no Ministério do Ar Francês e foi quase sequestrado pelos soviéticos, já que Josef Stalin percebeu o valor estratégico do Silbervogel.

## Livros e artigos técnicos
- Sänger, Eugen (1956). Zur Mechanik der Photonen-Strahlantriebe. München: R. Oldenbourg. 92 páginas
- Sänger, Eugen (1957). Zur Stahlungsphysik der Photonen-Strahlantriebe und Waffenstrahlen. München: R. Oldenbourg. 173 páginas
- Sänger, Eugen (1933). Rocket Flight Engineering. (Washington, 1965): NASA Tech. Trans. F-223
- Sänger, Eugen; Irene Sänger-Bredt (Agosto de 1944). «A Rocket Drive For Long Range Bombers» (PDF). Astronautix.com. Consultado em 17 de janeiro de 2008
- Saenger, Hartmut E and Szames, Alexandre D, From the Silverbird to Interstellar Voyages, IAC-03-IAA.2.4.a.07.
- Sänger, Eugen; trans, Karl Frucht (1965). Space Flight: Countdown for the Future. New York: McGraw-Hill
- Duffy, James P. (2004). TARGET: AMERICA : Hitler's Plan to Attack the United States. [S.l.]: Praeger. ISBN 0-275-96684-4
- Shayler, David J. (2005). Women in Space - Following Valentina. [S.l.]: Springer. ISBN 1-85233-744-3